# إلياس شكر
إلياس شكر (بالتركية: İlyas Şeker)‏ (ولد في 30 مايو عام 1960، في مدينة أرضروم في تركيا) هو سياسي تركي وعضو في حزب العدالة والتنيمة في تركيا.

## حياته
تخرج من كلية السجل العقاري في جامعة غازي، ومن جامعة يلدز التقنية، قسم هندسة السجل العقاري. وأكمل درجة الماجستير في جامعة يلدز التقنية، وشغل منصب مدير السياحة في بورصة، ونائب مدير التسجيل في قسم الهندسة في جامعة يلدز التقنية، وهو مؤسس شركة ميزان الخريطة، وكان نائب مدينة قوجه إيلي لهذه الفترة.
وهو متزوج ولديه ثلاثة أبناء.